# Narval (U-Boot, 1945)
Die Narval war ein portugiesisches U-Boot, das ursprünglich als Spur (Kennung: P265) für die britische Royal Navy im Zweiten Weltkrieg gebaut wurde. Das Boot wurde 1948 an Portugal verkauft und diente der Marinha Portuguesa mit dem Namen Narval (Kennung: S160) bis 1969.

## Geschichte
Die Spur (engl.: Sporn) war ein Boot des vierten Bauloses der erfolgreichen S-Klasse. Dieses Baulos wird auch als Subtle-Klasse bezeichnet. Sie wurde am 1. Oktober 1943 bei Cammell, Laird & Company im nordwestenglischen Birkenhead auf Kiel gelegt, lief am 17. November 1944 vom Stapel und wurde von der Royal Navy am 18. Februar 1945 in Dienst gestellt.
Das U-Boot wurde in der Endphase des Zweiten Weltkrieges auf dem pazifischen Kriegsschauplatz eingesetzt. Der Kommandant des Bootes Lt. P. S. Beale meldete für den Zeitraum zwischen dem 3. und 23. August 1945 die Versenkung von elf Dschunken in der Malakkastraße. Die kleinen unbewaffneten Segelschiffe wurden mit dem Deckgeschütz oder Sprengladungen versenkt.
Die Spur wurde im November 1948 an Portugal verkauft. Die portugiesische Marine setzte sie ca. 20 Jahre unter dem Namen Narval ein. Das U-Boot wurde 1969 stillgelegt.